# Ann Mahoney
Ann Mahoney (Rochester (New York), 24 april 1976) is een Amerikaanse actrice.

## Biografie
Mahoney werd geboren in Rochester (New York) en verhuisde toen ze twee jaar oud was met haar familie naar New Orleans, dit omdat haar vader als leraar ging werken aan de Loyola-universiteit aldaar. Na haar middelbareschoolopleiding in Jefferson (Louisiana) (Louisiana) studeerde Mahoney af in theaterwetenschap aan de Greensboro College in Greensboro (North Carolina) (North Carolina) en behaalde zij haar master aan de Universiteit van Connecticut in Storrs. Naast het acteren geeft zij acteerles aan de Loyola-universiteit New Orleans. Mahoney trouwde in 2003 en heeft met haar echtgenoot twee kinderen.
Mahoney begon in 2004 met acteren in de film Torn Apart, waarna zij nog meerdere rollen speelde in films en televisieseries.

## Filmografie

### Films
Uitgezonderd korte films.
- 2021: Charming the Hearts of Men - als Teresa
- 2020: Bound by Law - als Kaylene
- 2019: The True Don Quixote - als Janelle
- 2018: Assassination Nation - als moeder in supermarkt
- 2017: Same Kind of Different as Me - als Clara
- 2017: Logan Lucky - als Gleema Purdue
- 2016: Bad Moms - als Mousey moeder
- 2016: Midnight Special - als FBI agente
- 2014: 99 Homes - als mrs. Tanner
- 2014: Barefoot - als Rita Walachowski
- 2013: The Bridge - als Allison Antonich
- 2013: Hateship Loveship - als serveerster bij Frostop
- 2012: King - als ms. Pierce
- 2009: The Pool Boys - als Marlene
- 2007: A Dance for Bethany - als Sarah
- 2007: Flakes - als Astrid
- 2006: Hello Sister, Goodbye Life - als serveerster
- 2006: Scarlett - als Anita
- 2006: Not Like Everyone Else - als mrs. Carroll
- 2006: Big Momma's House 2 - als coach Lisa
- 2005: Snow Wonder - als Brenda Wyatt
- 2005: Pizza My Heart - als nicht van Prestolani
- 2005: Odd Girl Out - als barkeepster
- 2004: Searching for David's Heart - als mrs. Kerns
- 2004: The Madam's Family: The Truth About the Canal Street Brothel - als jonge moeder
- 2004: Frankenstein - als Jenna
- 2004: Torn Apart - als verpleegster

### Televisieseries
Uitgezonderd eenmalige gastrollen.
- 2022: The Thing About Pam - als Tammy - 3 afl.
- 2017: Sun Records - als Gladys Presley - 7 afl.
- 2015-2016: The Walking Dead - als Olivia - 12 afl.
- 2014-2015: Rectify - als Beth - 3 afl.